# Eublemma bolinia
Eublemma bolinia là một loài bướm đêm trong họ Erebidae.